# آرنه كيلاند
آرنه كيلاند هو محرر وسياسي نرويجي، ولد في 8 سبتمبر 1939 في شين في النرويج، وتوفي في 6 يوليو 2003. نشط حزبياً في حزب العمال والحزب الاشتراكي اليساري. وقد انتخب عضو برلمان النرويج ‏ عن دائرة Telemark (Storting constituency) ‏ وقد انضم خلال فترته النيابية ‏ (1973 – 1977) للكتلة البرلمانية  وانتخب عضو برلمان النرويج ‏ عن دائرة Sør-Trøndelag (Storting constituency) ‏ وقد انضم خلال فترته النيابية ‏ (25 سبتمبر 1972 – 30 سبتمبر 1973) للكتلة البرلمانية Socialist People's Party (Norway) ‏ وانتخب عضو برلمان النرويج ‏ عن دائرة Sør-Trøndelag (Storting constituency) ‏ وقد انضم خلال فترته النيابية ‏ (1 أكتوبر 1969 – 25 سبتمبر 1972) للكتلة البرلمانية حزب العمال.